# D.G. Monrad
Ditlev Gothard Monrad (født 24. november 1811 i København, død 28. marts 1887 i Nykøbing Falster) var en dansk teolog, biskop, politiker og minister. Han stod bag udformningen af Junigrundloven af 1849. Monrad var konseilspræsident (statsminister) fra december 1863 til juli 1864, inklusive under størstedelen af 1864-Krigen.

## Ungdom
Han blev født i København som søn af Otto Sommer Monrad og Charlotte Frederikke født Riis, men fik sin opdragelse hos sin mors tante og dennes mand Rasmus Kornerup, der var købmand i en landsby ved Præstø.
Ditlev Monrads far var født i Trondheim og tog senere arbejde der som jurist, men måtte fratræde på grund af sindssygdom, såkaldt melankoli. Ditlev Monrads to søstre, Lene Sophie og Hanna Ottilie, var som unge indlagt ved Frederiks Hospital, sandsynligvis for sindslidelse.
Ditlev Monrad var næstyngst af de seks børn, hvoraf tre døde som små, og har fortalt om sin fortvivlelse, da hans mor måtte opløse hjemmet. Hun flyttede til sin søster i Holsten, mens den otteårige søn fik et godt hjem i Præstø, hvor han gerne ville have overtaget familiens købmandsforretning. Hans talent gav imidlertid mulighed for at gå i latinskole i Vordingborg, efter at præsten havde samlet penge ind i menigheden til hans skolegang. Atten år gammel fik han et sammenbrud, muligvis i forbindelse med sin mors død, der varede i flere måneder og blev kaldt "alvorlig nervefeber". Han kom sig dog og begyndte ved universitetet.
I 1836 (13. juli) blev han cand. theol. fra Københavns Universitet med udmærkelse. Bagefter søgte han ingen præstestilling, men studerede orientalske fag og rejste rundt i Europa.
Få måneder efter Frederik 6s død i 1839 begyndte han udgivelsen af en serie pamfletter med titlen Flyvende politiske Blade. Han var i disse udgivelser fortaler for et konstitutionelt monarki på en meget direkte måde som den daværende danske offentlighed slet ikke var vant til, og de var med til at samle en politisk opposition i Danmark op til forfatningsændringen i 1849. De Flyvende politiske Blade bliver betegnet som værende "det tætteste, danske liberale kom på et modstykke til det 8 år yngre Manifest der kommunistischen Partei (Det Kommunistiske Manifest) af Marx og Engels", udgivelsen af dem resulterede også i at Monrad blev idømt en bøde og 1 års censur efter Trykkefrihedsforordningen af 1799.
I 1840 ægtede han den meget velstående Emilie Nathalia Lütthans, datter af Johan Heinrich Lütthans.

## Redaktør, folkevalgt, præst og embedsmand
I 1840 blev Monrad politisk redaktør af Fædrelandet, og fra 1843 redigerede han Selskabet for Trykkefrihedens rette Brugs medlemsblad Dansk Folkeblad.
Som folkevalgt sad Monrad i Københavns Borgerrepræsentation i 1842-1848. Han sad i Folketinget i 1850-1853, 1853-1865 og 1882-1886.
I 1846-1871 var Monrad sognepræst i flere omgange, bl.a. i Vester Ulslev på Lolland fra 1846 til 1849, mens han arbejdede med udformningen af Grundloven. Desuden var han biskop for Lolland-Falster fra 1849 til 1854, men blev afsat efter initiativ fra den konservative statsminister Ørsted, en politisk modstander. Baggrunden var Monrads stadig indsendte petitioner med kritik af regeringen. På dette tidspunkt skal Monrad have været opstemt og uforudsigelig med stadig skiftende meninger. Han blev så tildelt en ledende stilling som skoledirektør.
I 1855 blev han departementschef i Kultusministeriet.
I forbindelse med forfatningskampen kommenterede D.G. Monrad i 1879 de store sociale skel mellem bondebefolkningen og landbefolkningen således: "Tag en fattig købstadshåndværker, er han end nok så uvidende, kan han end ikke skrive to ord af modersmålet uden i det mindste at begå to fejl, så har han dog en levende følelse af, at han er et ganske andet ophøjet væsen end en velhavende oplyst selvejerbonde".

## Minister og grundlovsfader
D.G. Monrad indtrådte i martsministeriet i 1848. Han repræsenterede den yngre generation af nationalliberale, der ikke blot engagerede sig i den danske sag i Slesvig, men også ønskede, at et kommende systemskifte skulle medføre sociale reformer.
I ministeriet og i forhandlingerne frem til grundloven fra 1849 trådte D.G. Monrad stærkt frem, og havde det stået til ham alene, ville grundloven have fået et yderligere demokratisk præg. Det var Monrad, der skrev det første udkast til Junigrundloven, og han kaldes derfor for grundlovens fader, selvom han ikke selv var medlem Den grundlovgivende Rigsforsamling.
Som foretagsom kultusminister og indenrigsminister i 1848 og igen 1859-1863 satte Monrad sit præg på folkekirken og undervisningsvæsenet. Han udnævnte Grundtvig til biskop helt uden fuldmagt, til kongens ærgrelse. Ellers huskes han for sine love om anlæg af jernbaner og for sit arbejde med at forbedre fæstebøndernes vilkår.

## Krigen i 1864
Under den 2. Slesvigske Krig var Monrad konseilspræsident 31.december 1863 – 11. juli 1864, efter at Statsminister C.C. Hall , som var tilhænger af en løsning med indrømmelser til tyskerne, havde søgt sin afsked. Monrad havde udtalt, at han selv foretrak krig frem for, at det Tyske Forbund skulle gribe ind i dansk suverænitet.
Ved siden af posten som ledende minister varetog Monrad hvervene som finansminister og minister for Holsten og Lauenborg. En tid var han også vikar for udenrigsministeren. De fleste mener, at han overvurderede sine evner og undervurderede den farlige politiske situation. Han blev opfattet som kritikløs og dominerende, og han mødte skepsis og mistillid blandt andre politikere.
Den 16. januar 1864, stillede Preussen og Østrig Danmark et ultimatum om, at novemberforfatningen skulle ophæves og danske tropper rømme Slesvig inden for 48 timer. På Statsrådsmødet den 19. januar lykkedes det Monrad at opnå tilslutning - og kongens samtykke- til en udsættelse af den officielle danske reaktion på kravet, som efter forhandling i ministeriet skulle udmunde i en resolution. Da Danmark således reelt havde ignoreret kravet, som i øvrigt var umuligt at gennemføre i praksis, gik preussiske og østrigske tropper -uden samtykke af forbundsdagen i Frankfurt- den 1. februar 1864 ind i Slesvig . Herefter var der åbnet for den tyske invasion i Slesvig, som begyndte 31. januar 1864. Monrad beordrede, at Dannevirke ikke måtte opgives, før tredjedelen af den danske styrke var tabt. Da Dannevirke alligevel måtte evakueres, bad han om at alle måtte kæmpe, til København var faldet. På statsrådsmødet den 26. februar støttede Monrad krigsminister Carl Lundbyes krav om at afsætte den øverstkommanderende, general de Meza. Kongen, Christian 9., argumenterede kraftigt for at beholde generalen på posten, men da Lundbye satte sin stilling på spil og Monrad bakkede sin minister op, bøjede kongen sig for kravet.  Mens de danske tropper forskansede sig ved Dybbøl og på Als, blev Slesvig og Jylland besat af tyske tropper. Få dage senere erklærede den nye øverstkommanderende, at han heller ikke kunne holde Dybbøl. Monrad beordrede nu, at Dybbøl skulle holdes. 18. april 1864 stormede prøjsiske tropper skanserne. Totalt omkom ca. 3000 danske soldater i krigen, og over 3.500 blev taget til fange. Der er dog store forskelle mellem de officielle preussiske og tilsvarende danske tal. Forskere har forklaret disse uoverensstemmelser med, at begge parter underdrev deres egne tab og overdrev fjendens. I forbindelse med markeringen af 150-året for slaget ved Dybbøl blev de danske tab her opført som 1669 døde og sårede samt 3131 fanger og desertører. Krigen blev afløst af våbenhvile.
Monrad lod sig ikke anfægte af dette nederlag. Han ville nu etablere en nordisk union, og skrev til den svenske konge om at arrangere et kongeligt giftermål, som skulle forene de to lande. Kongen vidste ikke, om brevet var skrevet i spøg eller alvor. Under London-konferencen blev der først foreslået en deling af Slesvig, siden en voldgiftsret til løsning af det slesvigske spørgsmål. Monrad afslog først, men kom i vildrede og overlod den endelige afgørelse til kongen, som afslog kompromisforslagene. Krigen brød derfor ud igen 25.juni 1864. Als blev erobret af preusserne. Monrad forlangte nu, at krigen skulle fortsætte, indtil den nåede Københavns gader, hvor man kunne kæmpe mand mod mand. Han blev afsat som statsminister af kongen 8. juli. Monrad græd og skreg: "Kongen har forrådt mig!" Indenrigsministeren måtte tage sig af ham og erklærede, at Monrad var fra forstanden.
Freden blev indgået 1. august 1864. Fredsaftalen blev ratificeret af Danmark 9.november 1864. Monrad holdt da sin "galskabstale" om at man skulle have kæmpet til sidste mand og ikke underskrevet Danmarks dødsdom.

## Udvandring
Efter den tabte krig fordybede han sig i Jobs Bog og udtalte, at "ingen kan vente af mig, at jeg skal stå skulder ved skulder med et så råddent folk!"  I december 1865 besluttede han at blive nybygger i New Zealand, medbringende kone og børn. Han købte 482 acres land i Karere Block nær det senere Palmerston North. Først boede han i et lille lerklinet hus, byggede så et træhus og satte sig for at rydde bushen, udsætte køer og får og eksperimentere med tobak. Han lærte sig maori og følte et vist kald til at undervise de indfødte i kristendom. Arbejdet blev imidlertid afbrudt af maorioprørere. Monrad gravede sine ejendele ned og drog med familien til Wellington for at vende tilbage til Danmark, hvor han ankom i 1869. Sønnerne Viggo og Johannes vendte tilbage til Karere for at drive landbrug. Monrad beskrev senere årene på New Zealand som en god tid, mens Emilie skrev, at "ingen har fældet så mange tårer som jeg har, og ingen har betalt så dyrt som jeg".
Før sin afrejse fra New Zealand skænkede Monrad en værdifuld samling af tryk og grafik af gamle mestre, blandt andre Rembrandt, Rubens, Dürer og Antoon van Dyck bort, som nu indgår i New Zealand National Art Gallery.

## Hjemvenden
Efter sin hjemkomst blev Monrad skribent ved Berlingske Tidende. Han holdt igen taler, hvor han udtrykte, at Europa så på Danmark som et lille land, der fortjente sin skæbne. Han blev ordineret til vikarpræst i Brøndby og holdt også forelæsninger ved Københavns Universitet om 1864, der er blevet beskrevet som taler "fra et sind i storm, burleske, uden kort og kompas". I 1871 blev han igen udnævnt til biskop i Nykøbing-Falster. Samme år døde Emilie til hans store sorg. I 1875 blev han gift med enken Emmy Tutein Hage, datter af Peter Adolph Tutein.
I 1882 blev Monrad valgt som uafhængig liberal folketingsmand for Middelfartkredsen. Han blev genvalgt i 1884. Som folketingsmand forsøgte han forgæves at mægle i forfatningskampen. Monrad kom i et modsætningsforhold til Højre og nærmede sig Venstre.
Fra 1881 mærkede han smerter fra brystet strålende ned i armen, særlig når han gik. 28. marts 1887 klagede han over stærke smerter i hjertet, og nogle timer senere døde han, sandsynligvis af et infarkt, mens han sad og læste Paulus' Brev til Romerne.

## Død og kontrovers om gravsted
Han blev begravet i Nykøbing på en kirkegård, der senere blev lukket og udlagt til en slags park. Oplysningen om gravens nøjagtige placering gik tabt. Et monument blev dog genopstillet i en mindelund for tidligere bisper for Lolland-Falster Stift på Østre Kirkegård i Nykøbing Falster.
I 1960'erne blev der bygget en vejbro henover feltet og de tilstødende vej- og banearealer. Omkring år 2000 solgte kommunen grunden til COOP Danmark, der ville bygge et Kvickly-supermarked der. Det medførte heftige protester, men efter nogle år blev huset fuldført. Under byggeriet fandt man en del anonyme knoglerester, som siden er blevet gravsat på en anden kirkegård.[kilde mangler]
Monradselskabet blev stiftet den 28. marts 2012 af biskop Steen Skovsgaard og en interesseret kreds for at udbrede kendskabet til Monrads liv og virke.

## Sind
Psykiater Johan Schioldann-Nielsen forsvarede i 1983 doktorafhandlingen D. G. Monrad. En patografi. Han konkluderede at Monrad led af cyklotymi med milde eller moderate manisk-depressive stemningssvingninger, med stærkt reduceret dømmekraft, da krigen i 1864 blev en realitet. Den første psykiatriske vurdering af Monrad blev ifølge Schioldann-Nielsen leveret af H.I. Schou, som konkluderede med "manisk-depressiv sindslidelse". Denne disputats lægges til grund for Tom Buk-Swientys vurdering af Monrad i sine bestsellers om krigen i 1864.
Historikeren Tage Kaarsted var opponent ved forsvaret af disputatsen. Han fandt disputatsens synsvinkel noget kølig og klinisk, og var delvis uenig i nogle af Johan Schioldann-Nielsens konklusioner. Bl.a. kritiserede Kaarsted, at disputatsen anvendte subjektive udsagn fra Monrads politiske modstandere som kilder, og at den ikke tog højde for 1800-tallets følsomme måde at udtrykke sig på, eller satte sig ind i politikerens tænkemåde. Kaarsted mente at f.eks. Monrads afskedigelse af general de Meza kunne forklares af politiske grunde. Kaarsted mente, at Monrad var en stor begavelse og et usædvanligt menneske, der dog i perioder var rådvild og mentalt svingende.
I sin biografi over Monrad anfører Henrik Gade Jensen, at Monrad var den eneste ledende politiker, der turde tage ansvaret, da krigsudbruddet truede i 1864. Det antydes ligeledes, at Monrads etiske og analytiske begavelse stod i vejen for en realpolitisk kynisme, som måske havde været mere passende i 1864.

## I populærkultur
Han blev spillet af skuespilleren Nicolas Bro i DRs historiske dramaserie 1864 fra 2014.